# 2590 Mourão
A 2590 Mourão (ideiglenes jelöléssel 1980 KJ) a Naprendszer kisbolygóövében található aszteroida. Henri Debehogne fedezte fel 1980. május 22-én.